# وارنامبول
وارنامبول (به انگلیسی: Warrnambool) یک شهر در استرالیا است که در ویکتوریا (استرالیا) واقع شده‌است.